# Morvák

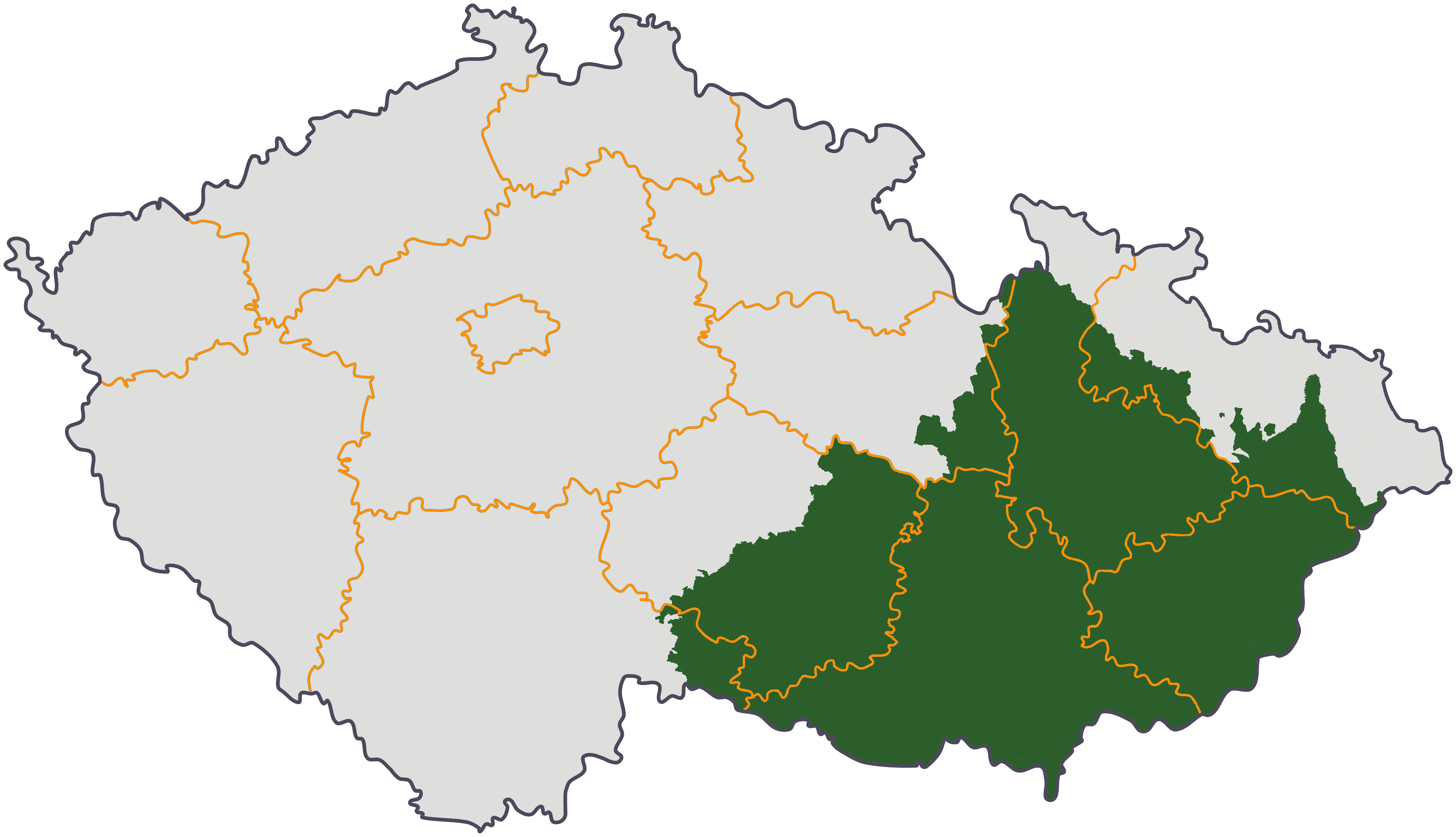
Morvaország Csehországon belül

A morvák (régi magyar nevükön marótok) szláv népcsoport. Csehországban jól behatárolhatóan körülbelül 22 300 km² területen alkotnak többséget. A 2001-es népszámláláskor még csak 380 474 fő vallotta magát hivatalosan morvának, 2011-ben viszont már 522 474 személyt regisztráltak. A kulturális kötöttséget is figyelembe véve egymillió fő körül lehet számuk, fő városuk Brno. A morva nyelvet tartják a cseh nyelv egyik nyelvjárásának is, illetve külön nyelvnek is.

## Nyelvük
Nyelvüket a csehek (néha a morvák egy része is) és nyelvészek a cseh egyik nyelvjárásának sorolják be, ezzel szemben más morvák és szakértők szerint a morva nyelv igenis létezik. Természetesen a morva külön nyelvvé való nyilvánítását csak a politika dönthetné el, viszont történeti dokumentumokból is látható, hogy megkülönböztették a morvákat a csehektől, illetve külön morva nyelvről is beszéltek. Példának okáért a szlovák és a cseh nyelv között is nagy a kölcsönös érthetőség és nem élesek a különbségek, ugyanez a helyzet áll fenn a morva és a cseh nyelv viszonyában is.
A cseh közvélemény és maguk a morvák is megosztottak identitásukat illetően, hiszen könnyen zavarba jöhetnek, ha rangsorolniuk kellene a ma élő morváknak, hogy elsősorban csehnek vagy morvának vallják magukat.

## Történetük
Morvaország jelenlegi területén, a Morva (am. mocsaras víz) folyó mentén az 5. századig a germán kvádok éltek többségben, akiket a betelepülő szláv törzsek váltottak fel fokozatosan a 6. századtól kezdve, amelyeket azután a folyóról neveztek el, s részei lehettek a 7. században Szamo fejedelemségének. A 7. század végétől az Avar Birodalom fennhatósága alatt éltek, egy avar helytartó, a tudun irányítása alatt. A frankok és avarok között a 8. század végén kitört háborúban a frankokat támogatták.

### Morva fejedelemségek
A frankok 796-os avarok feletti győzelmét követően a Frank Birodalom hűbéresei lettek. Először 822-ben vettek részt a morva követek (legationes Marvanorum) a frankfurti birodalmi gyűlésen. Első név szerint ismert fejedelmük I. Mojmír volt 833 körül, aki a szomszédos Nyitrai Fejedelemség éléről elűzte Pribinát és helyette unokaöccsét emelte ott a hatalomba.
A frank befolyás ellensúlyozására bizánci térítőket hívtak be. Cirill és Metód tevékenysége nyomán önálló szláv nyelvű egyház jött létre, külön a morvák nyelvéhez igazodó írással. Morvaország fénykorát Szvatopluk (870-894) fejedelem alatt élte, aki országával együtt a római katolikus egyházhoz csatlakozott. Hatalmát kiterjesztette a környező szláv területekre: a Cseh-medencére és a Kárpát-medence északnyugati részére. Szvatopluk halálát követően fiai között harc indult a hatalomért és a magyarok, frankok együttes támadása elsöpörte államukat.
Önálló államiságuk ezzel megszűnt és történelmük a Cseh Koronához kötötte őket, bár tartományi státuszuk, mint Morva Őrgrófság továbbra is fenn maradhatott. A Habsburg Birodalomban Morvaország egészen 1918-ig saját tartománygyűléssel és autonómiával rendelkezett. Utoljára náci német megszállás mellett jött létre morva államszervezet, az 1939-45 közötti Cseh-Morva Protektorátus.

## Neves morvák
Számos híres „cseh” volt morva származású, például Comenius, František Palacký, Tomáš Garrigue Masaryk, Milan Kundera, Leoš Janáček, de a morvák magukénak gondolnak olyan „németül beszélő morvákat” is, mint például Sigmund Freud, Oskar Schindler, Gregor Mendel vagy Klapka György.